# Tabernaemontana dichotoma
Tabernaemontana dichotoma är en oleanderväxtart som beskrevs av William Roxburgh och Nathaniel Wallich. Tabernaemontana dichotoma ingår i släktet Tabernaemontana och familjen oleanderväxter. Inga underarter finns listade i Catalogue of Life.